# Обстріл Лисичанська 3 лютого 2024 року
3 лютого 2024 року о 14:20 Лисичанськ, окупований Росією під час вторгнення в Україну, зазнав обстрілу. Внаслідок обстрілу загинули так званий «міністр надзвичайних ситуацій» анексованої Росією самопроголошеної ЛНР Олексій Потелещенко та два депутати місцевої окупаційної адміністрації. Росія заявила про загибель 28 осіб.

## Обставини
Під обстріл потрапив ресторан «Адріатик», в якому, за заявою голови самопроголошеної ЛНР Леоніда Пасічника, загиблий міністр МНС ЛНР Олексій Потелещенко відзначав день народження. За твердженнями місцевих жителів та журналістів, відзначати могли день народження місцевого «депутата» Івана Жушми.
Лисичанська міська військова адміністрація та український журналіст Денис Казанський заявили, що ресторан «Адріатик» використовувався членами окупаційної адміністрації, у тому числі у службових цілях для проведення нарад російськими чиновниками. Також Казанський заявив, що серед загиблих були самопроголошені прокурори.. Російська пропагандистка Анастасія Кашеварова заявила, що в ресторані, крім «міністра», було багато силовиків. Казанський також заявив, що у російських Телеграм-каналах через удар почали закликати колаборантів та членів окупаційних адміністрацій не збиратися великими групами «щоб усіх разом не вбило однією ракетою», що суперечить твердженням про те, що у ресторані були цивільні.
Підконтрольний Росії, Луганський інформаційний центр повідомив, що ЗСУ завдали удару ракетами із HIMARS. Заяви про застосування HIMARS також зробили Представник МЗС РФ Марія Захарова та Слідчий комітет РФ. Російська служба BBC не знайшла підстав для цього твердження і не змогла його підтвердити.

## Оцінки
Спеціальний кореспондент ВВС Ілля Барабанов зазначив, що до 5 лютого наявна інформація суперечила первісним заявам у російській пропаганді про удар по цивільних, а російські військові та чиновники окупаційних адміністрацій продовжують на другому році повномасштабної війни збиратися великими групами поблизу фронту, не дивлячись на те що українські війська вже неодноразово вражали подібні скупчення установками HIMARS.

## Реакції

### Україна
4 лютого Генштаб Збройних сил України відмовився коментувати удар службі ВВС. Радник мера Маріуполя Петро Андрющенко заявив, що насправді пекарня не постраждала, хоч і знаходилася поряд із рестораном.

### Росія
Російська сторона назвала удар «терористичним актом». Представник МЗС РФ Марія Захарова заявила, що ЗСУ спеціально атакували пекарню, знаючи, що «містяни, у тому числі люди старшого віку та діти, приходять сюди за хлібобулочними виробами», проте служба новин BBC не змогла підтвердити це твердження. Аналогічне твердження зробив Леонід Пасічник. Захарова також заявила, що Москва очікує від міжнародних організаці «швидшого беззастережного засудження» цього обстрілу.
4 лютого 2024 року в ЛНР у зв'язку з ударом було оголошено жалобу.

### Міжнародна громадськість
6 лютого відбулося засідання Рада Безпеки ООН на запит РФ у зв'язку з ударом по Лисичанську.